# Efferia subpilosa
Efferia subpilosa är en tvåvingeart som först beskrevs av Schaeffer 1916.  Efferia subpilosa ingår i släktet Efferia och familjen rovflugor. Inga underarter finns listade i Catalogue of Life.